# Gorkha Airlines

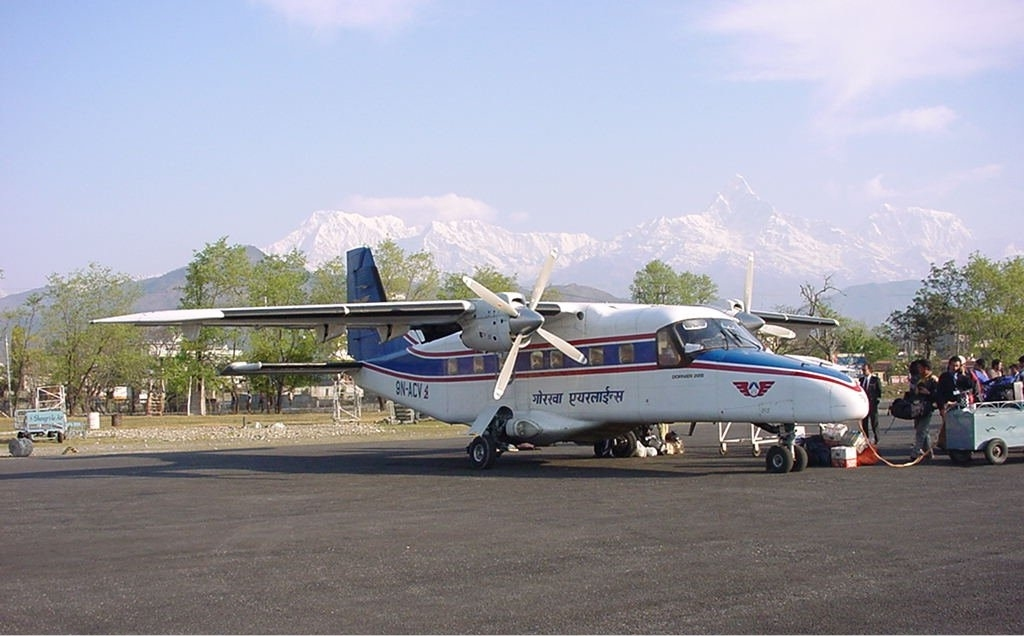
Dornier 228 авиакомпании Gorkha Airlines в международном аэропорту Покхара, 2000 год

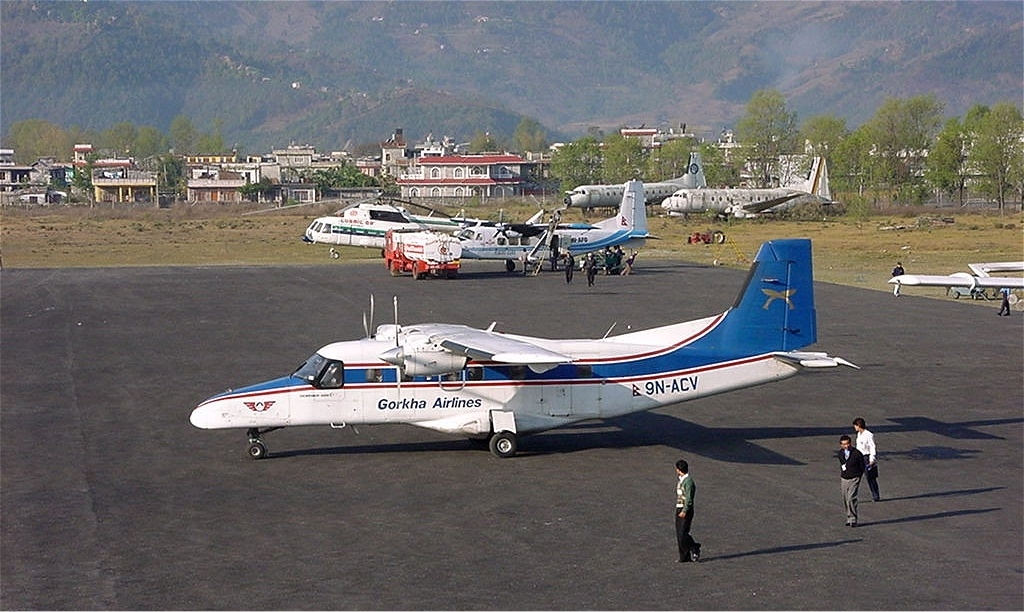
Dornier 228 авиакомпании Gorkha Airlines в международном аэропорту Покхара

Gorkha Airlines Pvt. Ltd., действующая как Gorkha Airlines, — непальская авиакомпания со штаб-квартирой в Катманду, осуществляющая регулярные и чартерные перевозки внутри страны, включая ежедневные рейсы на Гималаи. Портом приписки перевозчика являлся международный аэропорт Трибхуван.

## История
Gorkha Airlines была основана в 1996 году и начала операционную деятельность 8 июля того же года на двух вертолётах Ми-17. В дальнейшем авиакомпания приобрела два самолёта и переключилась в-основном на выполнение регулярных внутренних рейсов.

## Маршрутная сеть
В июне 2010 года маршрутная сеть регулярных перевозок авиакомпании Gorkha Airlines охватывала следующие пункты назначения:
| Населённый пункт | Код ИАТА аэропорта | Аэропорт                          | Пункты назначения                                                    |
| ---------------- | ------------------ | --------------------------------- | -------------------------------------------------------------------- |
| Сиддхартханагар  | BWA                | аэропорт Гаутама Будда            | Катманду                                                             |
| Бхаратпур        | BHR                | Бхаратпур (аэропорт)              | Катманду                                                             |
| Биратнагар       | BIR                | Биратнагар                        | Тумлингтар                                                           |
| Джанакпур        | JKR                | аэропорт Джанакпур                | Катманду                                                             |
| Джомсом          | JMO                | аэропорт Джомсом                  | Покхара                                                              |
| Катманду         | KTM                | международный аэропорт Трибхуван  | Бхайрахава, Бхаратпур, Джанакпур, Лукла, Покхара, Симара, Тумлингтар |
| Лукла            | LUA                | аэропорт имени Тэнцинга и Хиллари | Катманду                                                             |
| Покхара          | PKR                | аэропорт Покхара                  | Джомсом, Катманду                                                    |
| Пипара Симара    | SIF                | аэропорт Симара                   | Катманду                                                             |
| Тумлингтар       | TMI                | аэропорт Тумлингтар               | Биратнагар, Катманду                                                 |

## Флот
По состоянию на марта 2007 года воздушный флот авиакомпании Gorkha Airlines составляли следующие самолёты:
- Dornier 228—212 — 2 ед.

## Авиапроисшествия и инциденты
- 30 июня 2005 года. Самолёт Dornier Do 228 (регистрационный 9N-ACV), выполнявший рейс из международного аэропорта Трибхуван в аэропорт Лукла, при посадке в аэропорту назначения выкатился за пределы взлётно-посадочной полосы. На борту находилось 9 пассажиров и три члена экипажа, несколько человек получили травмы. Лайнер был выведен из эксплуатации и впоследствии списан[4][5].